# Christolea crassifolia
Christolea crassifolia är en korsblommig växtart som beskrevs av Jacques Cambessèdes. Christolea crassifolia ingår i släktet Christolea och familjen korsblommiga växter. Inga underarter finns listade i Catalogue of Life.